# MotorStorm: RC
MotorStorm: RC è un videogioco di corse sviluppato da Evolution Studios e pubblicato da Sony Computer Entertainment per PlayStation Vita e PlayStation 3. Il gioco è uno spin-off con auto radiocomandate del famoso franchise MotorStorm, ed è stato pubblicato solo sul PlayStation Network.
Il gioco offre 8 stili di veicoli, 4 aree dai precedenti giochi MotorStorm (più due inedite tramite DLC), e 16 tracciati. Il gioco dispone anche di un multiplayer online e locale tramite split screen, e di un unico acquisto per entrambe le versioni di gioco tramite cross-buy. È inoltre possibile trasferire i salvataggi in qualsiasi momento tra le due versioni. Sono inoltre disponibili decine di veicoli aggiuntivi tramite DLC.